# Vasilis Torosidis
Vasilis Torosidis (en griego: Βασίλης Τοροσίδης, Xanti, Grecia, 10 de junio de 1985) es un exfutbolista griego que jugaba de defensa.

## Trayectoria
Torosidis empezó su carrera futbolística en las categorías inferiores del Skoda Xanthi FC, hasta que en 2002 pasa a formar parte de la primera plantilla del club. Marcó su primer gol en liga el 17 de octubre de 2005 en un partido contra el Iraklis FC. Con este equipo debuta en la Copa de la UEFA.
En enero de 2007 fichó por el Olympiacos F. C. Se estrenó como goleador en este club muy pronto, el 21 de enero, cuando marcó un gol al PAOK. Conquista una Liga en su primera temporada y en la siguiente su equipo realiza una excelente campaña repitiendo título de Liga y ganando una Copa de Grecia.
El 4 de marzo de 2008 saltó la noticia del interés del Newcastle inglés por el jugador.
En enero de 2013 la A. S. Roma, a través de su sitio web oficial, hizo oficial el fichaje del jugador griego Vasilis Torosidis.
El 12 de septiembre de 2020 anunció su retirada tras ganar la Copa de Grecia.

## Selección nacional
Fue internacional con la selección de fútbol de Grecia en 101 ocasiones. Su debut como internacional se produjo el 24 de marzo de 2007 en el partido Grecia 1 - 4 Turquía.
Fue convocado para participar en la Eurocopa de Austria y Suiza de 2008, donde disputó dos partidos como titular.
El 19 de mayo de 2014 el entrenador de la selección griega Fernando Santos incluyó a Torosidis en la lista final de 23 jugadores que representaron a Grecia en la Copa Mundial de Fútbol de 2014 en Brasil.

### Participaciones en Copas del Mundo
| Mundial                        | Sede      | Resultado        | Partidos | Goles |
| ------------------------------ | --------- | ---------------- | -------- | ----- |
| Copa Mundial de Fútbol de 2010 | Sudáfrica | Primera fase     | 3        | 1     |
| Copa Mundial de Fútbol de 2014 | Brasil    | Octavos de final | 4        | 0     |

## Clubes
| Club               | País   | Año       |
| ------------------ | ------ | --------- |
| Skoda Xanthi F. C. | Grecia | 2002-2006 |
| Olympiacos F. C.   | Grecia | 2007-2013 |
| A. S. Roma         | Italia | 2013-2016 |
| Bologna F. C. 1909 | Italia | 2016-2018 |
| Olympiacos F. C.   | Grecia | 2018-2020 |

## Palmarés
- 7 Superliga de Grecia (Olympiacos F. C.; 2007, 2008, 2009, 2011, 2012, 2013 y 2020)
- 4 Copa de Grecia (Olympiacos F. C.; 2008, 2009, 2012, 2020)
- 1 Supercopa de Grecia (Olympiacos F. C.; 2007)